# Saint-Marc-sur-Couesnon
Saint-Marc-sur-Couesnon är en kommun i departementet Ille-et-Vilaine i regionen Bretagne i nordvästra Frankrike. Kommunen ligger i kantonen Saint-Aubin-du-Cormier som tillhör arrondissementet Fougères-Vitré. År 2018 hade Saint-Marc-sur-Couesnon 570 invånare.

## Befolkningsutveckling
Antalet invånare i kommunen Saint-Marc-sur-Couesnon
Referens:INSEE